# Cornusymmoca mongolica
Cornusymmoca mongolica är en fjärilsart som beskrevs av László Anthony Gozmány 1965. Cornusymmoca mongolica ingår i släktet Cornusymmoca och familjen Symmocidae. Inga underarter finns listade i Catalogue of Life.